# Yasuto Honda
Yasuto Honda (Fukuoka, 25. lipnja 1969.) japanski je nogometaš.

## Klupska karijera
Igrao je za Honda i Kashima Antlers.

## Reprezentativna karijera
Za japansku reprezentaciju igrao je od 1995. do 1997. godine. Odigrao je 29 utakmice postigavši 1 pogodak.
S japanskom reprezentacijom Yasuto Honda je igrao na Azijskom kupu 1996.

## Statistika
| Japan  | Japan | Japan |
| Godina | Nast. | Gol.  |
| ------ | ----- | ----- |
| 1995.  | 2     | 0     |
| 1996.  | 13    | 0     |
| 1997.  | 14    | 1     |
| Ukupno | 29    | 1     |

## Vanjske poveznice
- National Football Teams
- Japan National Football Team Database